# Cerradomys marinhus
Cerradomys marinhus és una espècie de mamífer rosegador de la família dels cricètids. És endèmic del centre del Brasil. El seu hàbitat natural és el cerrado. Està amenaçat per l'expansió de l'agricultura, la ramaderia i el creixement de l'agroindústria de la soja.
L'espècie fou anomenada en honor de Francis R. Marinho, José Roberto Marinho i Theodoro de Hungria Machado, els propietaris de la finca on fou descoberta.